# Кирчиженский сельсовет
Кирчиженский сельсовет - сельское поселение в Бирилюсском районе Красноярского края.
Административный центр - село Кирчиж.

## Население
| 2010 | 2012 | 2013 | 2014 | 2015 | 2016 | 2017 |
| ---- | ---- | ---- | ---- | ---- | ---- | ---- |
| 346  | ↘334 | ↘322 | ↘316 | ↘292 | ↘268 | ↘256 |
| 2018 | 2019 | 2020 | 2021 |      |      |      |
| ↘254 | ↘236 | ↘216 | ↘198 |      |      |      |

## Состав сельского поселения
| № | Населённый пункт | Тип населённого пункта       | Население |
| - | ---------------- | ---------------------------- | --------- |
| 1 | Александровка    | деревня                      | 33        |
| 2 | Биктимировка     | деревня                      | 33        |
| 3 | Кирчиж           | село, административный центр | 153       |
| 4 | Муслинка         | деревня                      | 70        |
| 5 | Нижний Тунуй     | деревня                      | 57        |

## Местное самоуправление
Кирчиженский сельский Совет депутатов
Дата избрания: 14.03.2010. Срок полномочий: 5 лет. Количество депутатов: 7
Глава муниципального образования
- Фроловский Сергей Васильевич. Дата избрания: 14.03.2010. Срок полномочий: 5 лет